# Oljedådra

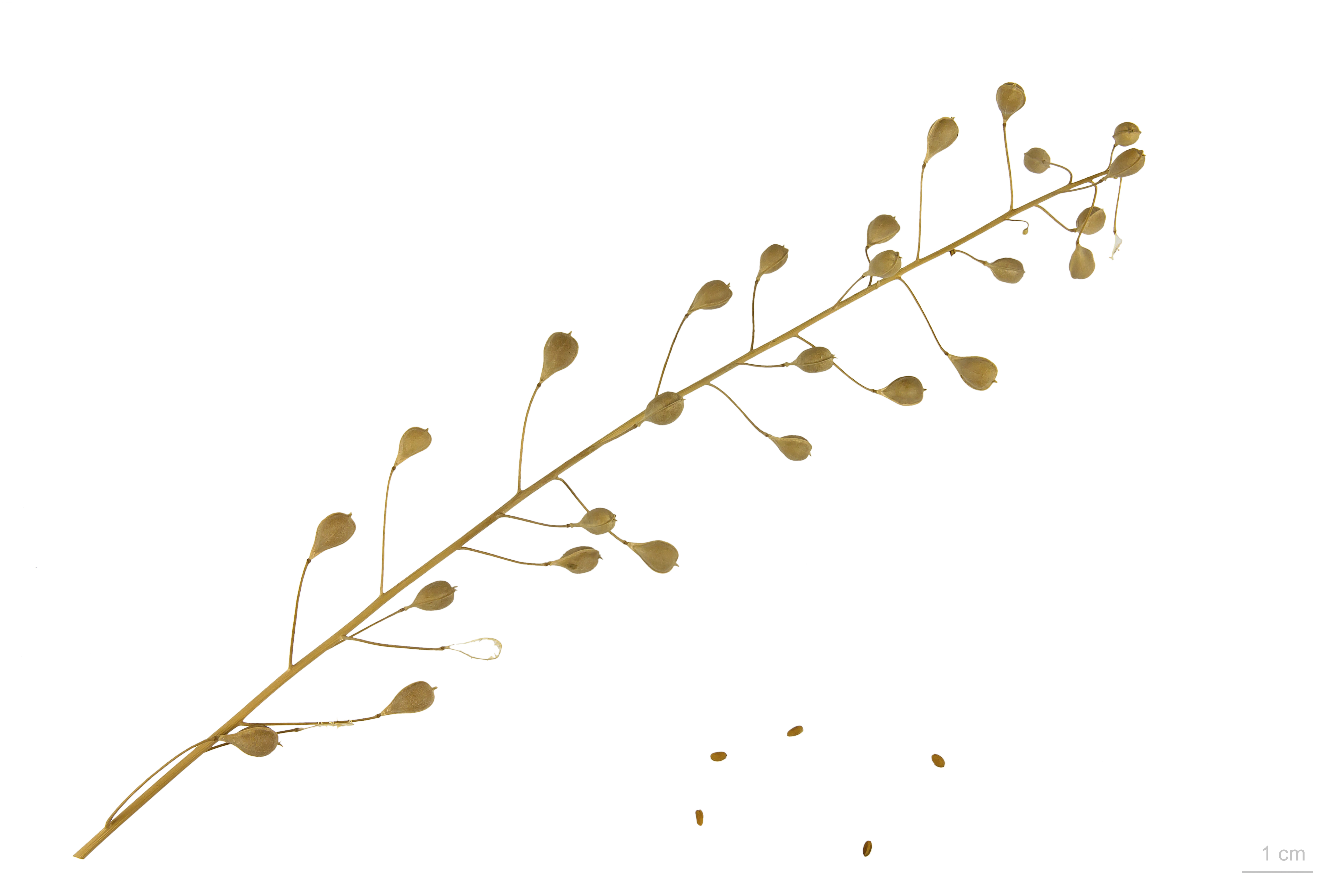
Camelina sativa

Oljedådra (Camelina sativa) är en åkerväxt. Den är ettårig, fåbladig, enkel eller upptill grenig, och omkring 50 cm hög.

## Beskrivning
Hos släktet Camelina är skidan päronformig. När den öppnas faller sprötet av tillsammans med valvlerna, och sitter alltså inte kvar på skiljeväggen som hos andra släkten inom familjen korsblommiga växter. Skidan hos detta och alla andra släkten i familjen är kort (silicula), det vill säga att den är högst tre gånger så lång som bred. Groddens rotanlag är ryggliggande.

## Synonymer

### Vetenskapliga
- Camelina foetida/fœtida (Bergeret) Fr
- Camelina glabrata (Fritch, 1897 ex N W Zinger)
- Camelina linicola HF Schimp & Spenn
- Camelina macrocarpa (Wierzb ex Rchb) Soó
- Myagrum sativum (L., 1753-05-01) Föråldrat, ej internationellt accepterat numera.

### Svenskatrivialnamn
| - Dodder - Doddra - Dodra - Dotter - Dudder (Franchenius 1638) - Dudor - Dudra (1581) - Dåda - Dådder (Tillandz 1683) - Dådra (Arvidi 1651) (i Närke) - Dåddra | - Dårlin (I Närke) - Döbast (i Östergötland - Döbesta (i Östergötland - Dövest (i Östergötland - Döra - Hö-käring, - Hör-kärring - Lindotter - Lindådra, lindodra. (Numera anser man lindådra vara den liknande underarten Camelina alyssum.) - Vildlin |

## Utbredning
Oljedådran kom in som kulturväxt under bronsåldern och har sedan spritts över södra och mellersta Skandinavien och södra Finland. Den förekommer även i stora delar av Centraleuropa och delar av Asien samt numera också på sina håll i Nordamerika, men är inte ursprunglig där.
Förbättrad rening av utsädet har minskat förekomsten. Oljedådra klassas sedan 2015 som nationellt utdöd i Sverige. Den har dock, på grund av sin unika balans av essentiella fetter (omega 3, 6 och 9) och höga nivåer av antioxidanter (E-vitamin), vilka gör den både hälsosam och tålig mot härskning, börjat odlas igen utanför Nyköping. Fröna kallpressas till olja och torrostas för användning som ekologiskt livsmedel. Oljan används även inom hudvårdsindustrin och i djurfoder. Resterna från produktionen pressas, avfettas och används även dessa som näringsladdad ingrediens i djurfoder.

## Biotop
Oljedådra sågs under 1800-talet bland vårsäd, men ännu mer i linåkrar, där den ansågs vara ett svårt ogräs. Numera är den däremot helt utrotad som åkerogräs.
Den är köld- och torkahärdig och kan därför odlas genom såväl vårsådd som höstsådd. Vegetationsperioden är kort, och skörd kan ske redan efter 3 månader.
Oljedådran har små anspråk på mark; mager, sandig mark går bra, men näringstillskott i form av kvävegödsling med 100 kg/ha kan vara lämpligt. Utbytet är 20–35 dt/ha.

## Användning
Redan under bronsåldern användes oljedådran som matväxt, främst i Småland. Man har hittat förkolnade frön på boplatser runtom i Sverige, bland annat har 197 exemplar anträffats vid en småländsk boplats vid Gunnarstorp, ett antal som är alltför hög för att den skulle kunna anta att det rör sig om frön från växter som funnits på platsen. 35 exemplar har hittats i Skåne vid Fosie IV, medan 20 stycken frön hittades i Elestorp i Halland. Dessa tre områden är de landskap där den förekommer mest.
Oljedådra har i Sverige ibland odlats för oljepressning ur fröna. I Östeuropa odlas den ännu mer allmänt.
Oljan har i Sverige förr använts både i lampor och som matolja.
Sedan sekelskiftet 2000 har försök gjorts att framställa dieselolja av oljan. Eftersom oljedådran är lättodlad finns förhoppningar att den ska kunna bli ekonomiskt konkurrenskraftig gentemot andra energigrödor. Bränslet har också bättre kallstartegenskaper än det baserat på rapsolja.
Oljedådreolja är snabbtorkande, och lämpar sig därför väl som råvara vid framställning av fernissor och lacker.

### Fettsyrasammansättning
Oljesyra 15%, linolensyra 15%, alfa-linolensyra 37%, erukasyra 3%.

## Förväxlingsarter
- Lindådra, Camelina alyssum
- Sanddådra, Camelina microcarpa

## Etymologi
- Camelina, sammansatt av grekiska förleden khamai = låg och λίνον (linon) = linje, lina, vilket även är det latinska namnet på vanligt lin (Linum usitatissimum)
- Sativa, av latin sativum = odlat
- Myagrum, av grekiska myagra = musfälla. Motivet för detta Linnés namnval är oklart.
- Hör är ett gammalt namn för lin; ordet besläktat med hår;[6] linets fibrer liknar hårstrån.
- Kärring i negativ bemärkelse syftar på att oljedådra anses vara ogräs, när den förekommer i linodlingar.